# Morris (Oklahoma)
Morris – miasto w Stanach Zjednoczonych, w stanie Oklahoma, w hrabstwie Okmulgee.